# The Secret Box
The Secret Box (укр. Коробка з секретом (у дубляжі «QTV»); Таємна скринька (у дубляжі «ПлюсПлюс»)) — 15-та серія 2-го сезону мультсеріалу «Губка Боб Квадратні Штани». Вийшла 7 вересня 2001 в США, 23 вересня 2010 на телеканалі «QTV», 7 березня 2018 р. на телеканалі «ПлюсПлюс», 30 березня 2018 р. на телеканалі «ТЕТ».

## Сюжет
Губка Боб йде до Патріка, щоб покликати його на Поля Медуз, та Патрік сказав, що йому треба прибрати секретну коробку. Губка Боб хотів побачити, що у коробці, але Патрік відмовляється. Боб вирішив розповісти йому свої секрети, та це змусило Патріка ще ретельніше оберігати її.
Потім вони починають боротися за коробку, та коли у Боба відірвалися руки, то Патрік сказав, що їхній дружбі кінець. Тоді Боб заспокоївся.
Та Боб не може заснути через коробку. Він вирішив, що прокрадеться в дім Патріка й подивиться, що в коробці. Та Гері сказав «Ні», та Боб не послухав. 
Коробка також, лежала на видному місці. Він пройшов по підлозі, покритій чіпсами, дотягнувся до коробки, яку потім взяв Патрік, ліг на його диван і узяв. Коли він уже йшов, то впав через шнурки. Губка Боб побачив, що Патріка ледь можна розбудити. Та після цих слів Патрік прокинувся. Він дозволив Бобу подивитися, що там, і виявилося, що це мотузка. Та коли Боб пішов, то Патрік смикнув за мотузку, і виявилося, що це різдвяна фотографія.